# Wolfgang Kessler (Maler)

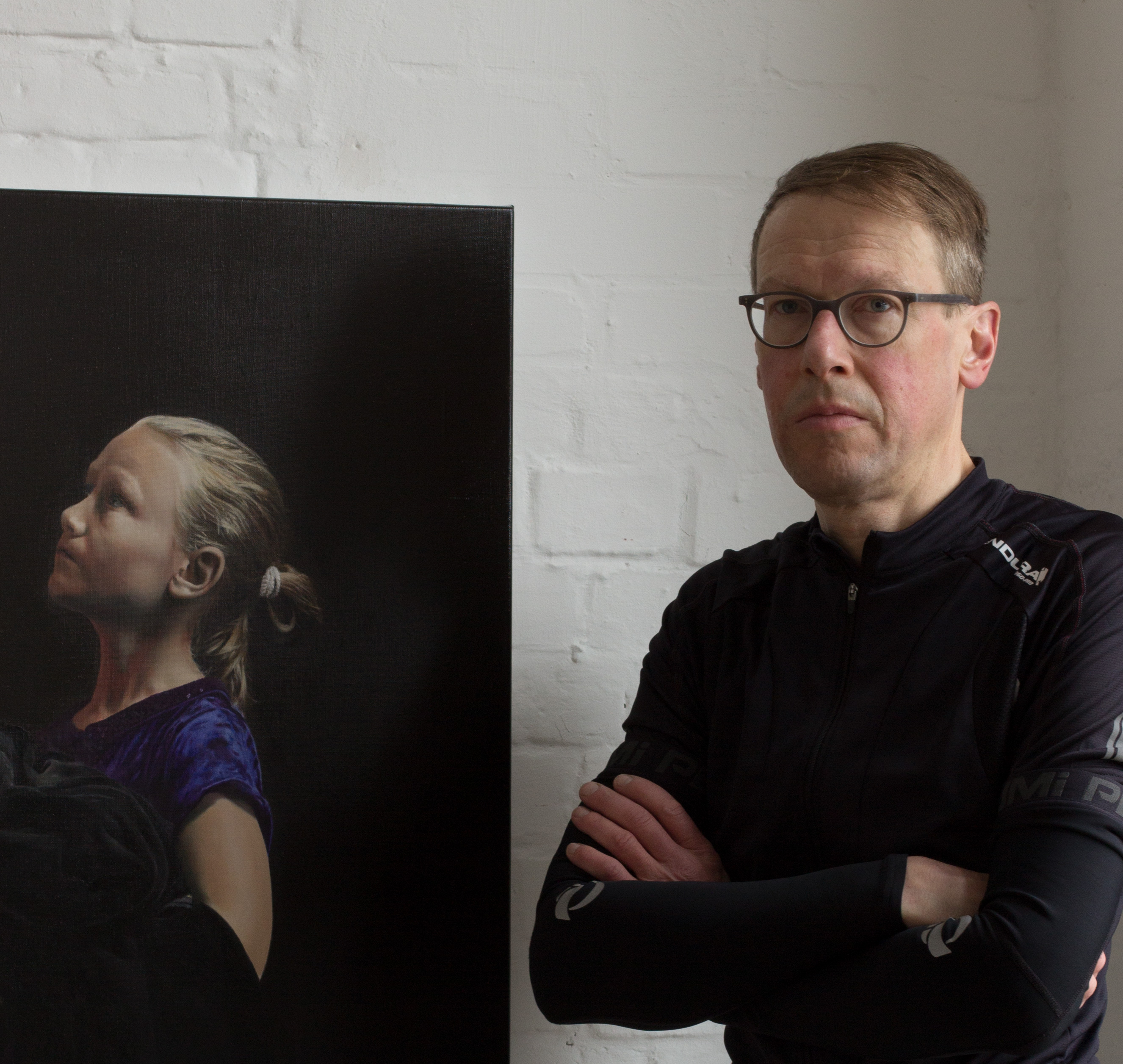
Wolfgang Kessler (2017)

Wolfgang Kessler (* 12. Juni 1962 in Hannover) ist ein deutscher Maler.

## Werdegang
Wolfgang Kessler absolvierte von 1982 bis 1988 an der Hochschule für Bildende Künste Braunschweig ein Studium der Freien Kunst, das er 1988 als Meisterschüler von Ben Willikens abschloss. Anschließend lebte und arbeitete er bis 1993 in Stuttgart, wo er als Assistent von Ben Willikens an  Wandbildprojekten mitwirkte. Von 1993 bis 2009 lebte und arbeitete Kessler in Hannover, seit 2009 in Detmold und Lemgo.

## Ausstellungen (Auswahl)
- 2023: „Transit“, Kunstverein Hameln
- 2022: „Wild Life“, Galerie Carol Johnssen, München
- 2019: „Der andere Blick“ mit Sigrid Nienstedt, Galerie Ahlers, Göttingen
- 2019: „Open Art 2019“, Galerie Carol Johnssen, München
- 2018: „Aquarelle und neue Arbeiten“, Galerie Ahlers, Göttingen
- 2018: „Helle Kindheit | Dunkle Kindheit“, Museum Villa Rot, Burgrieden-Rot
- 2017: „Das andere Wissen“, Kunstverein Hannover
- 2017: „Mythos Venedig“, Städtische Galerie Ochsenhausen
- 2017: „Schatten und Wunder“, Städtische Galerie Backnang
- 2016: BP Portrait Award, National Portrait Gallery, London
- 2015: „Trans-Form“, Städtische Galerie Fruchthalle, Rastatt
- 2013: „Diorama“, Städtische Galerie Eichenmüllerhaus, Lemgo
- 2012: „Alles fließt – Reisebilder“, Kunstverein Buchholz/Nordheide
- 2011: „Unscharf – nach Gerhard Richter“, Hamburger Kunsthalle
- 2009: „Salon Salder 2009“, Museum Schloss Salder, Salzgitter
- 2006: Kunstverein Siegen
- 2004: „Panorama“, Kunstverein Hannover
- 2003: Niederrheinischer Kunstverein, Wesel
- 2003: „wie gemalt“, Galerie im Bürgerhaus Neunkirchen
- 2002: „wie gemalt“, Kunstverein Göppingen

## Publikationen
- Sehenswert. mit Anke Doberauer, Sigrid Nienstedt und Rüdiger Stanko. Kunstausstellung Burgpassage, Braunschweig 1987.
- Bilder und Installationen. Städtische Galerie Balingen, 1994.
- Die Ferne der Nähe. mit einem Text von Sabine Krebber. Galerie Ahlers, Göttingen 1996.
- Besondere Kennzeichen Malerei. (mit HJ Dobliar, Bernd Ribbeck, Matthias Dornfeld und Rolf Pöllet). Galerie der Künstler (BBK), München 2000.
- Global Player. mit einem Text von Michael Stoeber, aus Anlass der Ausstellung "Ein Treppenhaus für die Kunst VI", Hannover 2001.
- Zwischenräume. Edition Villa Concordia, 2002, ISBN 3-928648-94-2.
- Welt im Glas. mit einem Text von Michael Stoeber. Kunsthaus Hannover, 2014, ISBN 978-3-00-052701-2.
- Zwischenwelt. mit einem Text von Michael Stoenber. Kunsthaus Hannover, 2016, ISBN 978-3-00-052702-9.
- Malerei | Paintings. Werkverzeichnis | Catalogue Raisonné 2013–2022. Mit Texten von Nora Gomringer und Martin Schick, herausgegeben von Mirja Dieckhaus und Frank Hoff. Kerber, Bielefeld 2023.